# 集美站
集美站位于福建省厦门市集美区，建于1956年，曾为鹰厦铁路上的四等站，办理客运旅客乘降、行李包裹托运，货运整车货物发到业务。2010年1月30日，原鹰厦铁路杏林站至厦门高崎站区间由厦门海堤改經杏林大橋通過，集美站被废弃，原站房改建为廈門軌道交通1號線集美學村站。該站及其周邊片區被規劃為一個集地鐵、快速幹道、公交於一體的交通樞紐中心。